# کاپلن (اشتایرمارک)
کاپلن (به آلمانی: Kapellen) یک منطقهٔ مسکونی در اتریش است که در بروک مورتسوچلاگ واقع شده‌است. کاپلن ۴۴٫۵۹ کیلومتر مربع مساحت دارد ۷۰۲ متر بالاتر از سطح دریا واقع شده‌است.